# Європейська школа менеджменту та технологій
Європейська школа менеджменту та технологій(англ. European School of Management and Technology, ESMT) — міжнародна неприбуткова бізнес-школа, яку було засновано 25 світовими компаніями та установами у 2002 році в Берліні. Навчання ведеться за програмою MBA, Executive MBA у формі відкритої реєстрації та фахових програм. Школа має власні науково-орієнтовані консультаційні послуги.
Європейська школа менеджменту та технологій акредитована Association of MBAs (AMBA) AACSB, та Foundation for International Business Administration Accreditation (FIBAA).
У 2013 школа отримала право присуджувати ступінь PhD.

## Програми
- Master's in Management (MIM) — Магістр у сфері менеджменту
- Full-time MBA (MBA)
- Executive MBA (EMBA)

### MBA
Програма MBA триває один рік (починається щороку з січня).
Один рік Full-Time MBA складається з двох етапів. Перші сім місяців зосереджені на підвищенні компетенції управління (менеджменті), в той час як навички лідерства покращуються протягом наступних п'яти місяців. Заняття проводяться англійською мовою. Компанії-партнери беруть активну участь у введенні ноу-хау та збагачують програму MBA. На додаток до загального наставника у кожного студента є ще індивідуальний від компанії, котрий підтримує розвиток особистості студента.

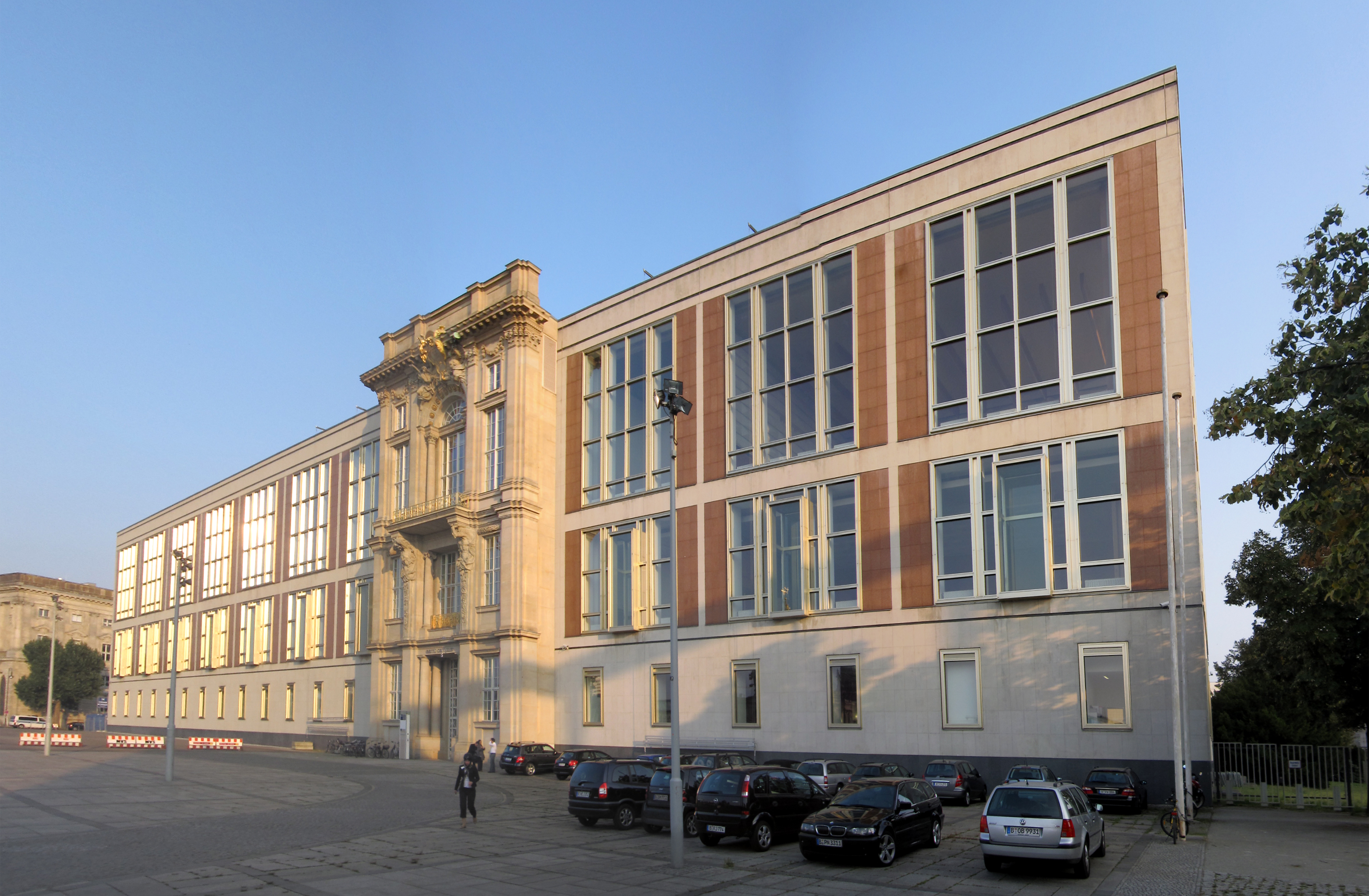
«Кампус Берлін» (колишній State Council building)

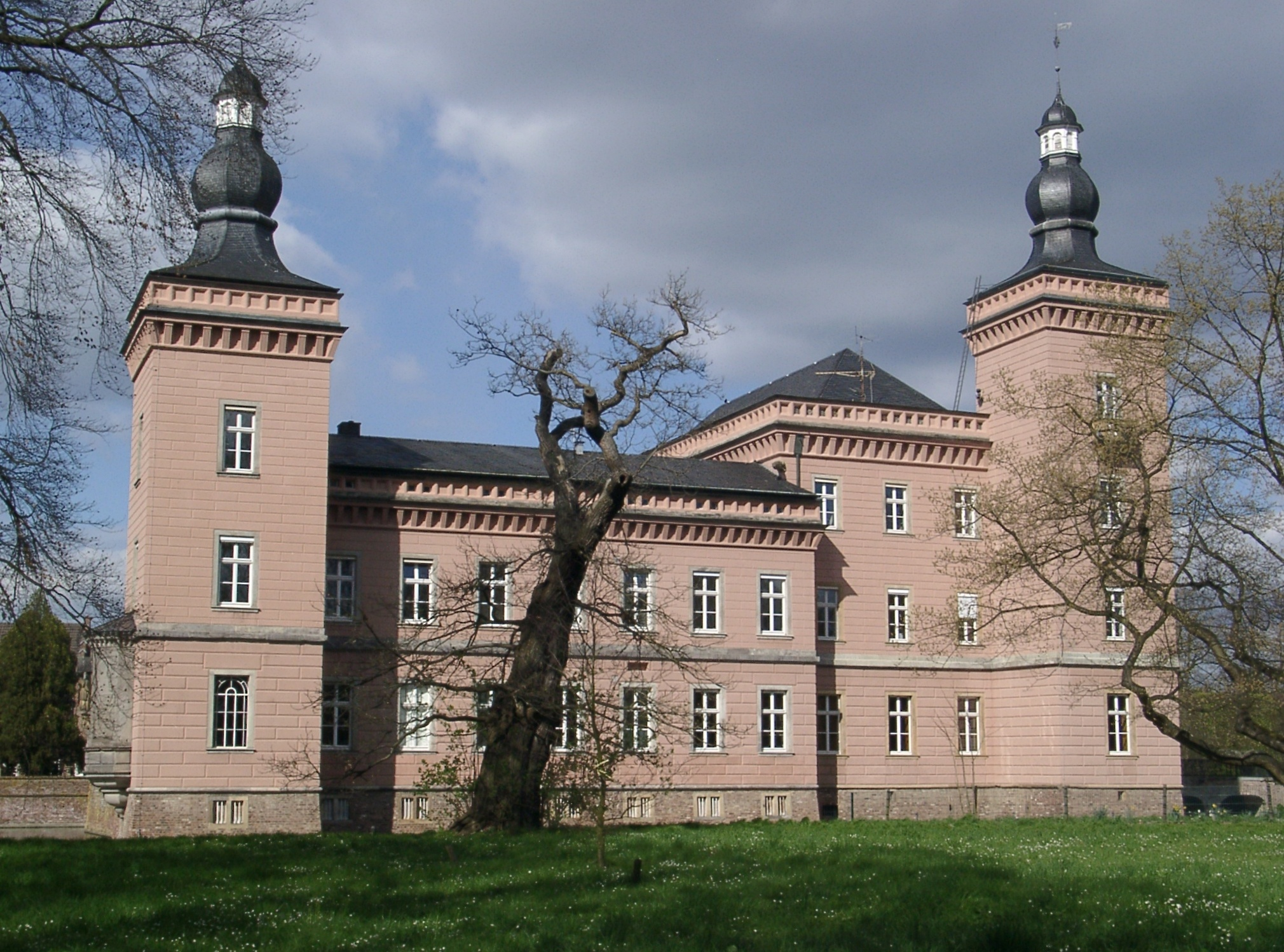
«Кампус Кельн» (Gracht Castle)

ESMT пропонує низку стипендій.

## Зовнішні посилання
Вікісховище має мультимедійні дані за темою: Європейська школа менеджменту та технологій
- Homepage of ESMT [Архівовано 25 червня 2013 у Wayback Machine.]
- MBA